# Furio Monicelli
Furio Monicelli (Roma, 1924 – Milano, 26 novembre 2011) è stato uno scrittore italiano. Era fratello minore del regista Mario Monicelli.

## Biografia
Furio Monicelli nacque a Roma nel 1924, figlio di Tomaso Monicelli e fratello minore di Mario. Esordì nel 1960 con il romanzo Il gesuita perfetto, ispirato alla sua esperienza di noviziato presso la Compagnia di Gesù. Il libro fu accolto con entusiasmo da critici e scrittori quali Paolo Milano, Cristina Campo, Elsa Morante e Goffredo Parise. Al romanzo d'esordio seguì nel 1961 un secondo libro, I giardini segreti, ma successivamente Monicelli abbandonò il mondo letterario per girare il mondo. Fece vari mestieri e insegnò italiano al Liceo Artistico a indirizzo musicale del Conservatorio di Musica G.Verdi di Milano, fino al 1983. Il gesuita perfetto fu ripubblicato nel 1999 da Mondadori con il titolo Lacrime impure. Dal libro è stato tratto nel 2007 il film In memoria di me per la regia di Saverio Costanzo. I giardini segreti venne invece completamente riscritto da Monicelli e ripubblicato nel 2000 con il titolo L'amore guasta il mondo.  
È morto all'età di 87 anni in una clinica di Milano.

## Opere
- Il gesuita perfetto, Longanesi, Milano 1960 (ristampato con il titolo Lacrime impure. Il gesuita perfetto, Mondadori, Milano, 1999)
- I giardini segreti, Longanesi, Milano 1961(nuova edizione con il titolo L'amore guasta il mondo, Mondadori, Milano 2000)
- La segretaria, Vallecchi, Firenze, 1961